# Rosenau Records
Rosenau Records ist ein von Rainer Pirzkall 2016 in Nürnberg gegründetes unabhängiges Musiklabel, das in erster Linie Tonträger mit Jazz vermarktet.
Pirzkall, der hauptberuflich im Nürnberger Kultur-Dezernat das Bardentreffen betreut, veröffentlichte auf seinem Label zunächst seine eigene Formation Carlos Reisch, deren Album The Big Band Rapertoire er mit einer 20-köpfigen Besetzung im Tonstudio von Thilo Wolf aufgenommen hatte.
Rosenau Records nahm in der Folge Musiker wie Andreas Feith, Norbert Nagel, Christoph Beck, David Soyza, Markus Harm, Markus Schieferdecker, das Gitarrenduo Coşkun Wuppinger und das Trio Mangàrt (mit Florian Fischer, Michael Binder, Peter Christof) unter Vertrag und erreichte als Label eine internationale Ausstrahlung.